# René-Léon Marchand
René-Léon Marchand, francoski general, * 1894, † 1985.